# 宫姓
宮姓為中文姓氏之一，在《百家姓》中排名第240位。

## 起源
宮姓主要源於姬姓，得姓始祖為春秋時期宮之奇。
史載，周武王克商建立周朝，分封天下諸侯時，封同一曾祖的族侄仲為虞君，是為虞仲。又封虞仲之子為宮阝(tóng，音“同”）國之君，宮阝國傳數世即為晉國所滅。宮之奇原姓姬，名之奇，又名奇，是宮阝國後世國君的族人。宮阝國被晉國滅時，他離宮阝國投奔虞國當客卿，意思是客居在虞國當宰相，將宮阝字去右耳（右“阝”旁的原字型為“邑”字，“邑”為諸侯之國的意思。去邑表示離開故國，或是故國滅亡，“宮阝”去邑（阝）為“宮”），改姓宮，名之奇。從此以后，即有了宮姓，迄今已有2600多年的歷史。
宮之奇到虞國后，就任虞國上大夫，輔佐虞公，是一位賢臣。“唇亡齒寒”這個著名的成語，出自宮之奇谏虞君的话。
宮姓的淵源，在全國範圍內，宮之奇的后裔，是宮姓的主體。另外，宮姓還有以下幾個起源：
1. 南宮氏的后裔，有的改姓宮。
2. 周官“宮人”的后裔，以官職為姓。（此兩支宮姓，皆為姬姓之后。）
3. 共氏、龔氏有的改為宮姓。
4. 明朝，回族宮火因，以宮為氏。
5. 清朝，滿族恭佳氏，改為宮氏。
6. 蒙古族，亦有改為宮氏者。

## 延伸阅读
[在维基数据编辑]
 《百家姓》
 《欽定古今圖書集成·明倫彙編·氏族典·宮姓部》，出自陈梦雷《古今圖書集成》